# Oaxaca (thành phố)
Thành phố và khu tự quản Oaxaca de Juárez, hay đơn giản là Oaxaca  là thủ phủ và thành phố lớn nhất của bang cùng tên ở México. Nó nằm ở quận Centro trong vùng Thung lũng Oaxaca, tại chân đồi Sierra Madre ở chân núi Cerro del Fortín kéo dài đến bờ sông Atoyac. Du lịch di sản chiếm một phần quan trọng trong nền kinh tế của thành phố, và nó có nhiều công trình kiến trúc thời kỳ thuộc địa cũng như các địa điểm khảo cổ quan trọng và các yếu tố văn hóa của người Zapotec và Mixtec bản địa. Thành phố địa điểm khảo cổ tại Monte Albán gần đó, đã được UNESCO đưa vào danh sách di sản thế giới năm 1987. Đây là địa điểm diễn ra lễ hội văn hóa kéo dài một tháng được gọi là "Guelaguetza" , có điệu múa Oaxaca từ bảy vùng, âm nhạc và một cuộc thi sắc đẹp dành cho phụ nữ bản địa.
Thành phố còn được gọi là "la Verde Antequera" (Antequera xanh) do tên tiếng Tây Ban Nha trước đây của nó (Nueva Antequera) cùng với sự đa dạng của các cấu trúc được xây dựng từ đá xanh bản địa. Tên Oaxaca có nguồn gốc từ tên Nahuatl của địa danh Huaxyacac, được tiếng Tây Ban Nha hóa thành Guajaca, sau này được đánh vần là Oaxaca. Năm 1872, "de Juárez" được thêm vào để vinh danh Benito Juárez, một người gốc của bang này đã trở thành tổng thống, phục vụ từ năm 1852-1878 và dẫn dắt đất nước vượt qua các thử thách, bao gồm cả sự xâm lược của Pháp. Quốc huy của thành phố mang hình ảnh của Donají, một phụ nữ Zapotec làm con tin bị người Mixtec sát hại và chặt đầu trong cuộc xung đột ngay sau Cuộc chinh phục. Một cây hoa Loa kèn mọc ở nơi cô được chôn cất.

## Lịch sử
Các dân tộc Zapotec và Mixtec đã định cư ở thung lũng Oaxaca trong hàng nghìn năm, đặc biệt là liên quan đến các trung tâm cổ đại quan trọng của Monte Albán và Mitla. Thành phố Oaxaca hiện đại phát triển tương đối gần họ. Người Aztec đến thung lũng vào năm 1440 và đặt tên nó là "Huaxyacac", một cụm từ tiếng Nahuatl có nghĩa là "giữa những cây huaje" (Leucaena leucocephala). Họ đã xây dựng một vị trí quân sự chiến lược tại nơi ngày nay được gọi là Cerro del Fortín để giám sát thủ đô của Zapotec ở Zaachila và đảm bảo tuyến đường thương mại giữa Thung lũng México, Tehuantepec, và bây giờ là Trung Mỹ.
Khi người Tây Ban Nha đến đây vào năm 1521, những người Zapotec và Mixtec đã tham gia vào một trong số những cuộc chiến của họ. Cuộc chinh phạt của người Tây Ban Nha đã kết thúc cuộc giao tranh này, áp đặt một hòa bình đế quốc cho khu vực. Đồng thời, các nhà truyền giáo Công giáo Tây Ban Nha bắt đầu truyền đạo cho các dân tộc bản địa, thúc giục họ cải đạo.

## Khí hậu
Oaxaca có khí hậu xavan nhiệt đới, gần giáp với khí hậu cận nhiệt đới ẩm do độ cao lớn. Trong mùa khô, nhiệt độ trong ngày vẫn ấm với mức cao trung bình là 27,1 °C (80,8 °F) vào tháng mát mẻ nhất là tháng 12.
| Dữ liệu khí hậu của Oaxaca (1951–2010)                     | Dữ liệu khí hậu của Oaxaca (1951–2010) | Dữ liệu khí hậu của Oaxaca (1951–2010) | Dữ liệu khí hậu của Oaxaca (1951–2010) | Dữ liệu khí hậu của Oaxaca (1951–2010) | Dữ liệu khí hậu của Oaxaca (1951–2010) | Dữ liệu khí hậu của Oaxaca (1951–2010) | Dữ liệu khí hậu của Oaxaca (1951–2010) | Dữ liệu khí hậu của Oaxaca (1951–2010) | Dữ liệu khí hậu của Oaxaca (1951–2010) | Dữ liệu khí hậu của Oaxaca (1951–2010) | Dữ liệu khí hậu của Oaxaca (1951–2010) | Dữ liệu khí hậu của Oaxaca (1951–2010) | Dữ liệu khí hậu của Oaxaca (1951–2010) |
| Tháng                                                      | 1                                      | 2                                      | 3                                      | 4                                      | 5                                      | 6                                      | 7                                      | 8                                      | 9                                      | 10                                     | 11                                     | 12                                     | Năm                                    |
| ---------------------------------------------------------- | -------------------------------------- | -------------------------------------- | -------------------------------------- | -------------------------------------- | -------------------------------------- | -------------------------------------- | -------------------------------------- | -------------------------------------- | -------------------------------------- | -------------------------------------- | -------------------------------------- | -------------------------------------- | -------------------------------------- |
| Cao kỉ lục °C (°F)                                         | 38.5 (101.3)                           | 38.0 (100.4)                           | 40.5 (104.9)                           | 41.6 (106.9)                           | 43.0 (109.4)                           | 40.0 (104.0)                           | 36.7 (98.1)                            | 36.5 (97.7)                            | 36.0 (96.8)                            | 35.5 (95.9)                            | 35.0 (95.0)                            | 34.0 (93.2)                            | 43.0 (109.4)                           |
| Trung bình ngày tối đa °C (°F)                             | 27.6 (81.7)                            | 29.5 (85.1)                            | 31.9 (89.4)                            | 33.3 (91.9)                            | 32.5 (90.5)                            | 29.5 (85.1)                            | 28.5 (83.3)                            | 28.5 (83.3)                            | 27.8 (82.0)                            | 27.9 (82.2)                            | 27.7 (81.9)                            | 27.1 (80.8)                            | 29.3 (84.7)                            |
| Trung bình ngày °C (°F)                                    | 18.3 (64.9)                            | 19.9 (67.8)                            | 22.3 (72.1)                            | 24.0 (75.2)                            | 24.2 (75.6)                            | 22.8 (73.0)                            | 21.9 (71.4)                            | 21.8 (71.2)                            | 21.5 (70.7)                            | 20.8 (69.4)                            | 19.4 (66.9)                            | 18.3 (64.9)                            | 21.3 (70.3)                            |
| Tối thiểu trung bình ngày °C (°F)                          | 9.0 (48.2)                             | 10.3 (50.5)                            | 12.7 (54.9)                            | 14.8 (58.6)                            | 15.9 (60.6)                            | 16.1 (61.0)                            | 15.2 (59.4)                            | 15.1 (59.2)                            | 15.3 (59.5)                            | 13.7 (56.7)                            | 11.1 (52.0)                            | 9.6 (49.3)                             | 13.2 (55.8)                            |
| Thấp kỉ lục °C (°F)                                        | 0.5 (32.9)                             | 1.0 (33.8)                             | 3.0 (37.4)                             | 4.0 (39.2)                             | 9.0 (48.2)                             | 9.0 (48.2)                             | 9.0 (48.2)                             | 9.0 (48.2)                             | 9.0 (48.2)                             | 4.5 (40.1)                             | 1.0 (33.8)                             | 0.0 (32.0)                             | 0.0 (32.0)                             |
| Lượng Giáng thủy trung bình mm (inches)                    | 3.6 (0.14)                             | 5.4 (0.21)                             | 13.1 (0.52)                            | 39.7 (1.56)                            | 85.4 (3.36)                            | 171.0 (6.73)                           | 116.3 (4.58)                           | 114.5 (4.51)                           | 138.1 (5.44)                           | 51.4 (2.02)                            | 9.0 (0.35)                             | 3.2 (0.13)                             | 750.7 (29.56)                          |
| Số ngày giáng thủy trung bình (≥ 0.1 mm)                   | 1.0                                    | 1.3                                    | 2.3                                    | 5.7                                    | 10.5                                   | 17.2                                   | 16.9                                   | 16.5                                   | 17.2                                   | 7.6                                    | 2.3                                    | 0.9                                    | 99.4                                   |
| Độ ẩm tương đối trung bình (%)                             | 58                                     | 58                                     | 54                                     | 55                                     | 60                                     | 66                                     | 69                                     | 69                                     | 74                                     | 70                                     | 66                                     | 63                                     | 64                                     |
| Số giờ nắng trung bình tháng                               | 282                                    | 260                                    | 295                                    | 285                                    | 264                                    | 184                                    | 202                                    | 178                                    | 162                                    | 245                                    | 267                                    | 267                                    | 2.891                                  |
| Nguồn 1: Servicio Meteorológico Nacional (độ ẩm 1981–2000) |                                        |                                        |                                        |                                        |                                        |                                        |                                        |                                        |                                        |                                        |                                        |                                        |                                        |
| Nguồn 2: Deutscher Wetterdienst (nắng, 1961–1990)          |                                        |                                        |                                        |                                        |                                        |                                        |                                        |                                        |                                        |                                        |                                        |                                        |                                        |